# Istocheta mesnil
Istocheta mesnil là một loài ruồi trong họ Tachinidae.